# Gazex

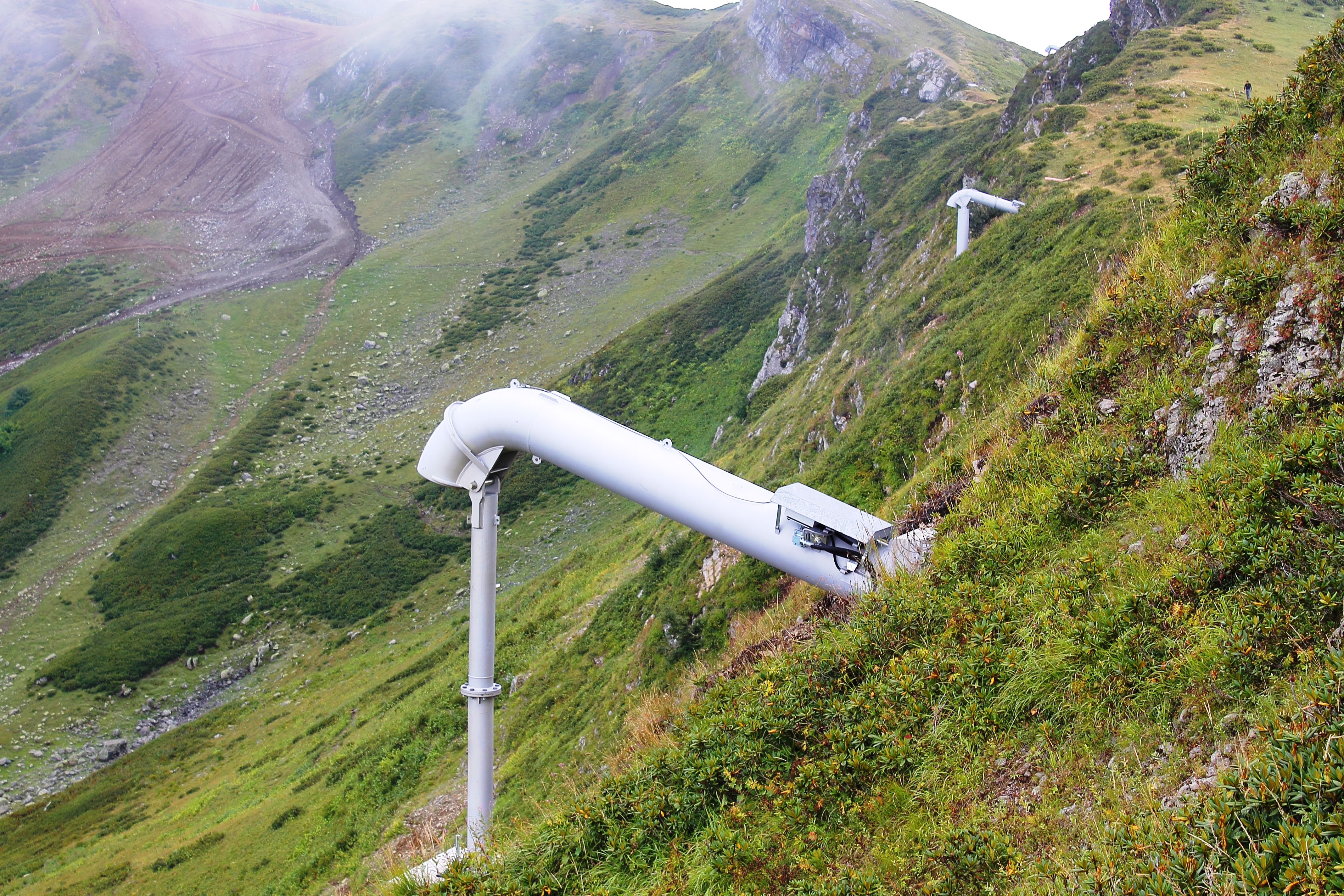
Gazex al resort alpino Roza Khutor, luogo di passaggio del campionato di sci alpino ai XXII Giochi olimpici invernali.

Il Gazex è un sistema permanente di distacco preventivo di valanghe a distanza, progettato e realizzato dalla società Tas, a partire dal 1988.

## Descrizione
Il principio di funzionamento consiste nella detonazione di una miscela di gas – ossigeno e propano - all'interno di un esploditore adeguatamente studiato e ancorato al terreno nella zona di distacco della valanga, cioè nei versanti nei quali si formano accumuli spontanei in prossimità di piste da sci, strade, ponti ecc.
Gli esploditori sono collegati ad un deposito adiacente collegato con tubazioni, all'interno del quale vengono immagazzinate le riserve di gas necessarie al funzionamento dell'impianto per tutta la stagione invernale.
Il sistema permette la deflagrazione a distanza, programmata in relazione alle condizioni ambientali, che genera un'onda d'urto la quale provoca:
1. una spinta diretta sulla neve proprio sotto la bocca dell'esploditore
2. un'onda di choc che provoca una sovra pressione e subito dopo una depressione sul manto nevoso
3. un effetto indiretto di « simpatia » sul manto nevoso adiacente

La maggiore controindicazione del sistema è data dall'impatto visivo che serbatoi ed esploditori hanno sull'ambiente circostante, assolutamente incompatibile con l'aspetto naturale della montagna e più in generale con il rispetto del paesaggio.